# Torre Piacentini
La Torre Piacentini es un rascacielos de Génova, Italia, diseñado por el arquitecto Marcello Piacentini y el ingeniero Angelo Invernizzi. Fue hasta 1954 el rascacielos más alto de Italia, siendo igualmente uno de los primeros rascacielos construidos en Europa.

## Características

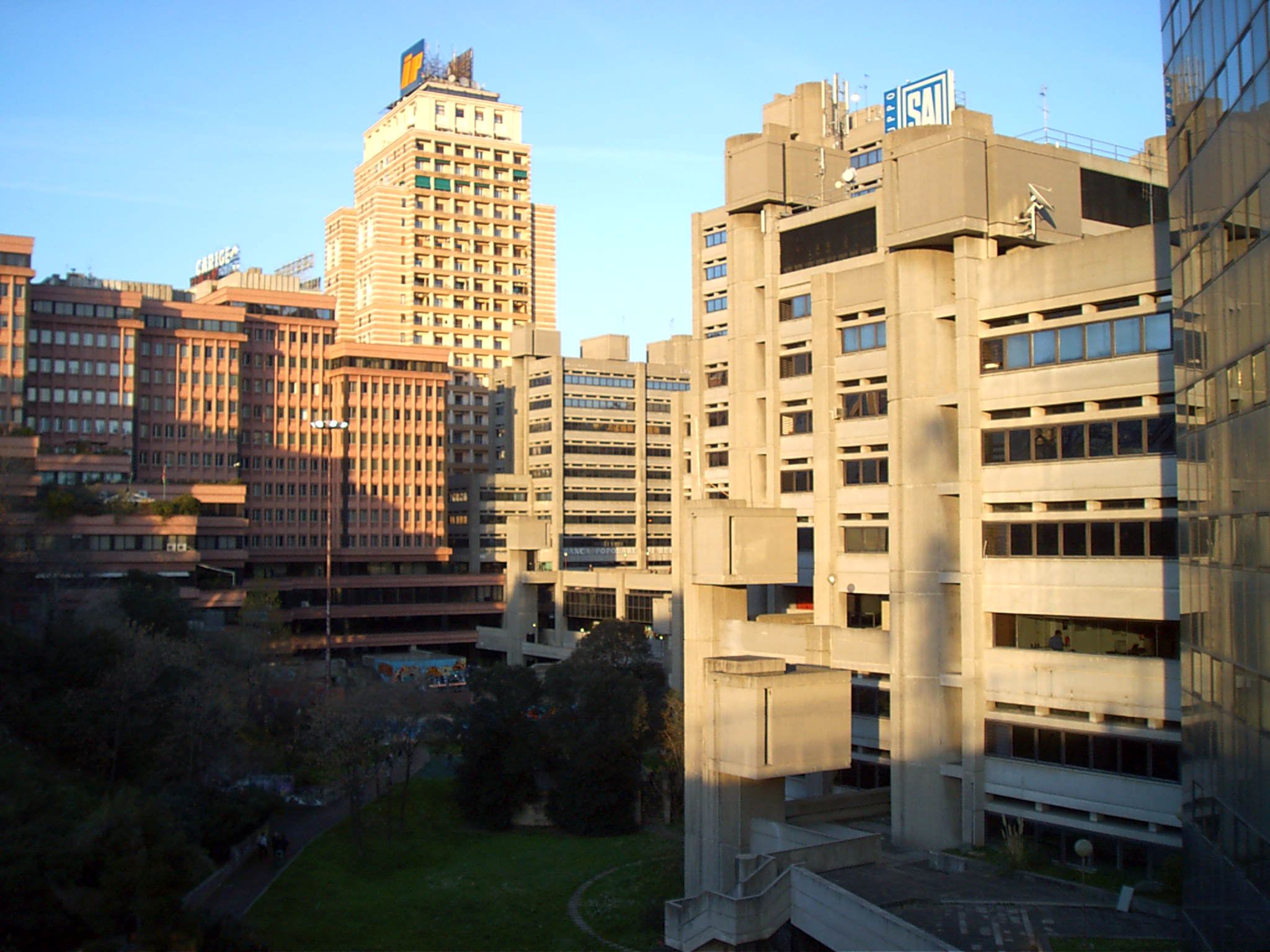
El Centro dei Liguri con la Torre Piacentini.

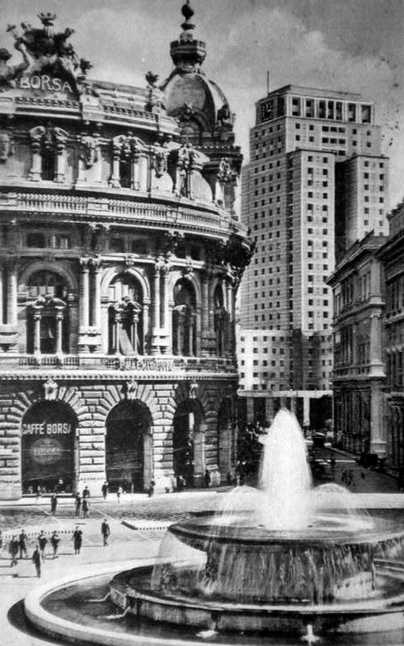
La Torre Piacentini vista desde la Piazza De Ferrari en una imagen de finales de los años cuarenta.

Fue construida entre 1935 y 1940 y tiene una altura de 108 metros, 120 incluidas las estructuras presentes en su cima, distribuidos en 31 plantas, y se encuentra a 132 m s. n. m. En la última planta albergó hasta la década de 1980 la Terrazza Martini, actualmente rebautizada Terrazza Colombo.
En sus formas recuerda al Torrione INA, del mismo Piacentini, construido en Brescia en 1932 y con 57,25 metros de altura.

### Nombre
Desde los años inmediatamente posteriores a su construcción ha sido denominada y llamada por los genoveses con numerosos nombres en lugar del nombre, a menudo olvidado, de su diseñador:
- Grattacielo (en italiano «rascacielos», porque fue el primer rascacielos de más de 100 m de altura de Italia)
- Grattacielo di Piazza Dante (por su ubicación)
- Torre dell'orologio («torre del reloj», situado al nivel de las últimas plantas)
- Terrazza Capurro, Martini o Colombo (según las épocas, por los locales situados en la terraza de la cima)
- Torre sud (para distinguirla del edificio norte, en la misma plaza, de altura inferior)

Con sus 31 plantas es actualmente el segundo rascacielos más alto de Génova pero, incluyendo la estructura publicitaria de la cima, su altura alcanza los 120 metros, que le harían el rascacielos más alto de la metrópoli.

### Récords
Fue el rascacielos más alto de Italia y de Europa cuando se construyó, en Italia ostentó el récord hasta la construcción de la Torre Breda de Milán en 1954, y en Europa lo mantuvo hasta la construcción del Kotelnicheskaya Embankment Building de Moscú en 1952. Actualmente, excluida la estructura publicitaria, es el segundo rascacielos más alto de la metrópoli, tras el Matitone de San Benigno.